# Lorenz Diefenbach
Lorenz Diefenbach –en realidad Georg Lorenz Anton– nació en Wetterau,Hessen (actual Alemania) en 1806 y murió el 28 de marzo de 1883 en Darmstadt . Fue un sacerdote, lingüista, etnólogo, biliotecario, lexicógrafo, poeta y novelista.

## Biografía[2]
Hijo de un pastor protestante, se inclinó por el estudio de la Filología y la Teología en la Universidad de Gießen, entre los años 1821 y 1831. Una vez licenciado, compaginó sus labores pastorales al servicio de los condes de Solms-Laubach con la docencia privada en los alrededores de Fráncfort del Meno. En 1845 se convirtió al catolicismo y colaboró en la fundación de la comunidad católica de Offenbach, ciudad que lo nombró hijo predilecto.
Desde 1865 ejerció como bibliotecario municipal en Fráncfort, cargo que desempeñó hasta su traslado a Darmstadt —treinta kilómetros al sur— una década después. Allí falleció en 1883.
Fue miembro de la Real Academia Prusiana de las Ciencias, con sede en Berlín, e íntimo amigo de Jacob Grimm (1785-1863). En su novela homónima (Arbeit macht frei, 1873), escribió la frase «Arbeit macht frei» («El trabajo hace libre»), que décadas más tarde sería tristemente utilizada en la entrada de varios campos de concentración nazis, como Dachau, Auschwitz, Sachsenhausen y Theresienstadt.

## Obras
- Über die jetzigen romanischen Schriftsprachen. J. Ricker, Leipzig 1831 (online).
- Glossarium Latino-Germanicum mediae et infimae aetatis. Baer, Frankfurt am Main 1857 (online). Nachdruck: Wissenschaftliche Buchgesellschaft, Darmstadt 1997.
- Novum glossarium latino-germanicum mediae et infimae aetatis. Beiträge zur wissenschaftlichen Kunde der neulateinischen und der germanischen Sprachen. Sauerländer, Frankfurt am Main 1867 (online). Nachdruck: Scientia, Aalen 1997.
- Vergleichendes Wörterbuch der gothischen Sprache: Lexicon comparativum linguarum indogermanicarum (= Vergleichendes Wörterbuch der germanischen Sprachen: und ihrer sämtlichen Stammverwandten mit besonderer Berücksichtigung der romanischen, lithauisch-slavischen und keltischen Sprachen und mit Zuziehung der finnischen Familie. Bd. 1/2). 2 Bände. Baer, Frankfurt am Main 1851 (Bd. 1, Bd. 2).
- Arbeit macht frei, (novela) Viena 1873.
- (junto a Ernst Wülcker) Hoch- und nieder-deutsches Wörterbuch der mittleren und neueren Zeit. Schwabe, Basel 1885 (archive.org: , ). Nachdruck: Olms, Hildesheim 1965 (DRW Online).